# Lampichthys
Lampichthys is een monotypisch geslacht van straalvinnige vissen uit de familie van lantaarnvissen (Myctophidae). Het geslacht is voor het eerst wetenschappelijk beschreven in 1949 door Fraser-Brunner.

## Soort
- Lampichthys procerus Brauer, 1904